# Vaddukoddai Resolution
Die Vaddukoddai Resolution (Tamil வட்டுக்கோட்டைத் தீர்மானம்) war ein Beschluss, der am 14. Mai 1976 auf dem ersten Nationalkongress der Tamil United Liberation Front (TULF) in Pannakam (Bezirk Vaddukoddai, nahe Jaffna in der Nordprovinz von Sri Lanka) angenommen wurde. Das Präsidium dieses politischen Kongresses führte S. J. V. Chelvanayakam. Die Resolution spielte eine zentrale Rolle im Konflikt zwischen den Tamilen und Singhalesen in Sri Lanka und gilt als Beginn der Bewegung für Selbstbestimmung bzw. Unabhängigkeit der Tamilen in Sri Lanka, 28 Jahre nach der Unabhängigkeit von britischer Kolonialherrschaft.

## Präambel
Die Resolution beginnt einleitend mit einem kurzen historischen Überblick. Seit vielen Jahrhunderten hätten Tamilen und Singhalesen gemeinsam auf der Insel Ceylon gelebt. Die Singhalesen hätten das Innere und den Süden der Insel bewohnt und die Tamilen den Norden und Osten. Das tamilische Königreich sei dann im Jahr 1619 durch die portugiesischen Kolonialherren erobert worden, die später durch die Niederländer und Briten abgelöst wurden. Als die gesamte Insel unter britische Herrschaft kam, hätten die Briten zunächst die tamilischen Regionen separat von den singhalesischen verwaltet und erst im Jahr 1833 sei die Insel administrativ zu einer Einheit zusammengefasst worden.
Während der britischen Kolonialzeit hätten Tamilen eine führende Rolle bei der Unabhängigkeits- und Autonomiebewegung gespielt.
Nach der Unabhängigkeit 1948 hätten die Singhalesen als Mehrheitsvolk alle politische Macht an sich gezogen und systematisch die tamilische Minderheit unterdrückt. Singhalesisch sei zur einzigen und ausschließlichen Staatssprache geworden. Mit staatlicher Unterstützung seien Singhalesen in zuvor ausschließlich tamilischen Gebieten angesiedelt worden. Die Verbindungen der Sri-Lanka-Tamilen zum südindischen Bundesstaat Tamil Nadu seien systematisch unterbunden worden. Tamilen seien systematisch bei der Vergabe von Arbeits- und Ausbildungsplätzen benachteiligt worden. Es sei zu willkürlichen Verhaftungen, Ausschreitungen, Folter und Morden an Tamilen gekommen.
Die jahrelangen Bemühungen der politischen Parteien der Tamilen um Gleichberechtigung der Minderheit seien erfolglos verlaufen. Der Vorschlag der Illankai Tamil Arasu Kachchi (ITAK), eine autonome Tamilenregion innerhalb Sri Lankas einzurichten, sei abgewiesen worden. Sämtliche Vorschläge und Forderungen der Tamilen bei der Einführung der neuen republikanischen Verfassung 1972 seien ebenfalls unberücksichtigt geblieben.

## Schlussresolution
Die obigen Ausführungen enden mit einer Schlussresolution, in der die Forderung nach vollständiger Unabhängigkeit, d. h. der Errichtung eines separaten Tamilenstaates in Sri Lanka erhoben wird:

“The first National Convention of the Tamil United Liberation Front meeting at Pannakam (Vaddukoddai Constituency) on the 14th day of May, 1976, hereby declares that the Tamils of Ceylon by virtue of their great language, their religions, their separate culture and heritage, their history of independent existence as a separate state over a distinct territory for several centuries till they were conquered by the armed might of the European invaders and above all by their will to exist as a separate entity ruling themselves in their own territory, are a nation distinct and apart from Sinhalese and this Convention announces to the world that the Republican Constitution of 1972 has made the Tamils a slave nation ruled by the new colonial masters, the Sinhalese, who are using the power they have wrongly usurped to deprive the Tamil Nation of its territory, language citizenship, economic life, opportunities of employment and education, thereby destroying all the attributes of nationhood of the Tamil people.”

„Die erste nationale Zusammenkunft der Tamil United Liberation Front in Pannakam (Wahlkreis Vaddukoddai) am 14. Mai 1976 erklärt hiermit, dass die Tamilen in Ceylon Kraft ihrer großen Sprache, ihrer Religionen, ihrer eigenständigen Kultur und ihres Kulturerbes, ihrer geschichtlichen Existenz als eigenständiger Staat in einem abgegrenzten Gebiet über Jahrhunderte hinweg, bis sie durch die Streitmacht europäischer Invasoren erobert wurden, und vor allem aufgrund ihres Willens, in einem eigenständigen selbstregierten Gemeinwesen auf ihrem eigenen Land zu leben, eine von den Singhalesen verschiedene und getrennte Nation sind, und diese Konvention gibt vor der Welt bekannt, dass die republikanische Verfassung aus dem Jahr 1972 die Tamilen zu einer Sklavennation im eigenen Land gemacht hat – beherrscht von den Singhalesen als den neuen Kolonialherren, die ihre Macht, die sie unrechtmäßigerweise erlangt haben, dazu nutzen, die tamilische Nation ihres Landes, ihrer Muttersprache, ihrer wirtschaftlichen Existenz, Arbeits- und Ausbildungsmöglichkeiten zu berauben und damit alle nationalen Attribute des tamilischen Volkes zu zerstören.“

Und weiter:

“This convention resolves that restoration and reconstitution of the Free, Sovereign, Secular, Socialist State of TAMIL EELAM, based on the right of self determination inherent to every nation, has become inevitable in order to safeguard the very existence of the Tamil Nation in this Country.”

„Diese Versammlung beschließt, dass die Wiederaufrichtung und Wiederherstellung des freien, souveränen, säkularen, sozialistischen Staates TAMIL EELAM, basierend auf dem Selbstbestimmungsrecht, welches jeder Nation eigen ist, unabdingbar geworden ist, um die Existenz der tamilischen Nation in diesem Land zu sichern.“

## Folgen
Die offene Forderung nach Unabhängigkeit und nicht nur Autonomie stellte eine Radikalisierung der tamilischen Positionen dar. Auch als Reaktion darauf verabschiedete die von der United National Party (UNP) geführte Regierung am 8. August 1983 den 6. Verfassungszusatz (6th amendment). Dieser ergänzte die sri-lankische Verfassung um den Artikel 157A. Dieser Verfassungsartikel stellte Bestrebungen zur Errichtung eines eigenständigen Staates in Sri Lanka unter Strafe. Politischen Parteien wurde es verboten, dieses Ziel zu verfolgen. Gewählte Abgeordnete solcher politischen Parteien wurden darin mit Mandatsverlust bedroht und Personen, die entsprechende Aktivitäten entwickelten, drohte der Verlust ihrer Bürgerrechte und der Verlust ihres Eigentums. Die Abgeordneten der Tamil United Liberation Front im sri-lankischen Parlament weigerten sich danach, den Eid auf die Verfassung zu leisten. Im gleichen Jahr 1983 gewannen offen gewaltbereite Strömungen wie die LTTE („Tamil Tigers“) bei den sri-lankischen Tamilen die Oberhand und der Bürgerkrieg brach offen aus. Dieser Bürgerkrieg zog sich über 26 Jahre (bis zum Jahr 2009) hin, stellte das Entwicklungsland Sri Lanka vor enorme wirtschaftliche Belastungen und kostete geschätzt etwa 80.000 bis 100.000 Menschenleben.